# Partners (serial telewizyjny)
Partners – sitcom amerykański, serial telewizyjny wyprodukowany przez Robert L. Boyett Productions, Robert Horn Productions, Runteldat Productions, Grammnet Productions oraz Lionsgate Television. Twórcami serialu są Robert L. Boyett oraz Robert Horn. Serial jest emitowany od 4 sierpnia 2014 roku przez FX

## Fabuła
Serial opowiada o dwóch prawnikach Braddocku i Jacksonie, którzy spotykają się na rozprawie sądowej. Okazuje się to dla nich najgorszym dniem w życiu, który owocuje założeniem przez nich wspólnej kancelarii prawniczej.

## Obsada
- Kelsey Grammer jako Allen Braddock
- Martin Lawrence jako Marcus Jackson
- Rory O’Malley jako Michael
- Edi Patterson jako Veronica[3]
- Telma Hopkins jako Ruth Jackson[4]
- Danièle Watts jako Laura Jackson[5]
- McKaley Miller jako Lizzie Braddock[5]

## Odcinki
| Sezon | Sezon | Odcinki | Oryginalna emisja | Oryginalna emisja | Oryginalna emisja | Oryginalna emisja | Oryginalna emisja |
| Sezon | Sezon | Odcinki | Premiera sezonu   | Finał sezonu      | Premiera sezonu   | Finał sezonu      |                   |
| ----- | ----- | ------- | ----------------- | ----------------- | ----------------- | ----------------- | ----------------- |
|       | 1     | 10      | 4 sierpnia 2014   | 1 września 2014   | brak danych       | brak danych       |                   |

### Sezon 1 (2014)
| Nr | #  | Tytuł                                  | Reżyseria       | Scenariusz                      | Premiera FX      | Premiera |
| -- | -- | -------------------------------------- | --------------- | ------------------------------- | ---------------- | -------- |
| 1  | 1  | They Come Together                     | Kelsey Grammer  | Robert L. Boyett, Robert Horn   | 4 sierpnia 2014  |          |
| 2  | 2  | Let’s Have a Simple Gwedding           | Joe Regalbuto   | Robert Horn                     | 4 sierpnia 2014  |          |
| 3  | 3  | Another Man’s Wingtips                 | Joe Regalbuto   | Bob Keyes, Doug Keyes           | 11 sierpnia 2014 |          |
| 4  | 4  | Who’s Your Mama?                       | Steve Zuckerman | Jeanette Collins, Mimi Friedman | 11 sierpnia 2014 |          |
| 5  | 5  | Jurist Prudence                        | Steve Zuckerman | Warren Hutcherson               | 18 sierpnia 2014 |          |
| 6  | 6  | Paralegal Activity                     | Rich Correll    | David Love                      | 18 sierpnia 2014 |          |
| 7  | 7  | The Curious Case of Benjamin Butt-Ugly | Rich Correll    | Allan Rice                      | 25 sierpnia 2014 |          |
| 8  | 8  | The Law School Reunion                 | Kelsey Grammer  | David Arnold                    | 25 sierpnia 2014 |          |
| 9  | 9  | Doug Day Afternoon                     | Rich Correll    | Larry Mintz, Bob Griffard       | 1 września 2014  |          |
| 10 | 10 | How to Get a Head in Advertising       | Rich Correll    | Les Firestein                   | 1 września 2014  |          |

## Produkcja
20 czerwca 2013 roku, stacja FX zamówiła pierwszy sezon serialu